# Cruciada a cincea

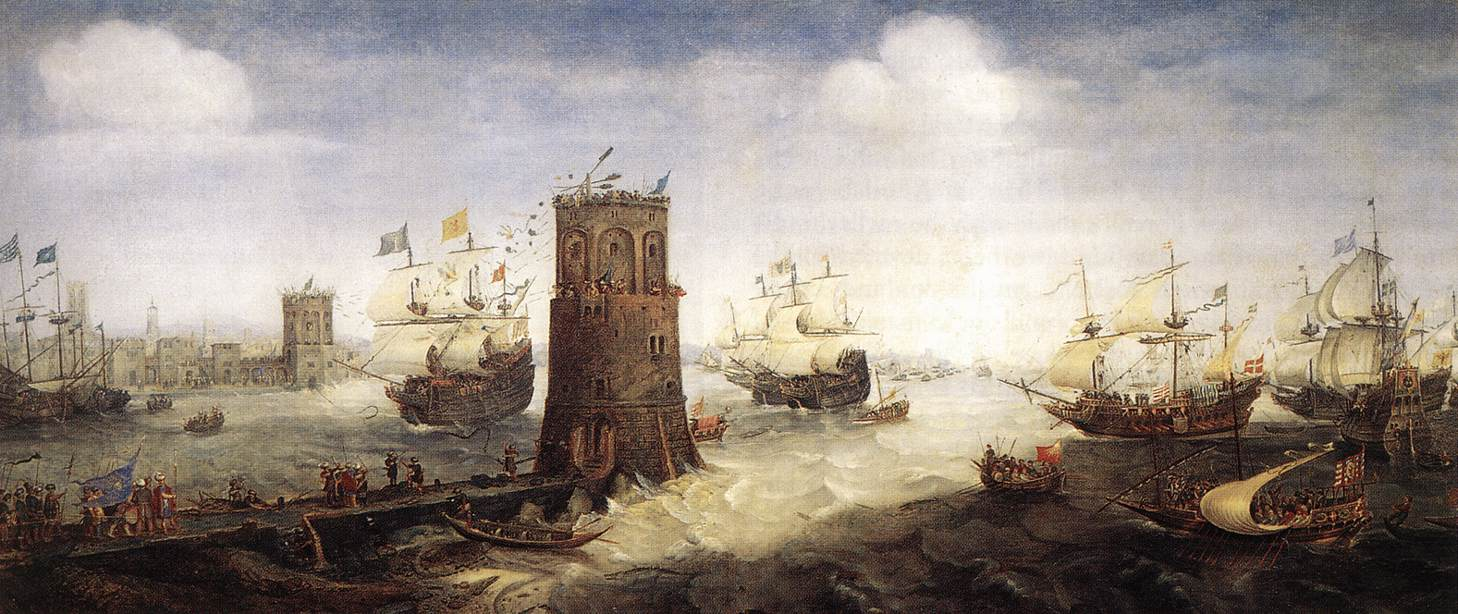
Cruciații frizieni atacând turnul din Damietta, Egipt.

Cruciada a cincea (1217–1221) a fost o încercare de recucerire a Ierusalimului și a restului Țării Sfinte prin cucerirea mai întâi a sultanatului Egiptean ayyubid. 
Papa Honorius al III-lea a organizat armatele cruciate conduse de Leopold al VI-lea al Austriei și Andrei al II-lea al Ungariei și o incursiune militară care a lăsat până în cele din urmă Orașului Sfânt în mâinile musulmanilor. Mai târziu, în 1218, o armată germană condusă de Oliver al Kölnului și o armată mixtă de olandezi, flamanzi și frizieni condusă de William I al Olandei s-au alăturat expediției. Pentru a cuceri orașul Damietta din Egipt, ei s-au aliat cu turcii selgiucizi din Sultanatul de Rum din Anatolia, care i-au atacat pe ayyubizi în Siria pentru a ușura sarcina creștinilor. 
După ocuparea portului Damietta, cruciații s-au îndreptat spre Cairo în iulie 1221, dar au fost obligați să-și întrerupă înaintarea din cauza epuizării stocurilor de harană. Egiptenii au executat un atac de noapte, care a dus la moartea a numeroși cruciați și în cele din urmă, la capitularea întregii armate. Sultanul egiptean Al-Kamil a căzut de acord asupra unui armistițiu de opt ani cu europenii.

## Apelul la cruciadă
În primăvara anului 1213, Papa Inocențiu al III-lea a emis o bulă papală numită Quia maior, prin care creștinătatea era chemată să se mobilizeze pentru o nouă cruciadă. Regii și împărații Europei erau însă ocupați de războaiele dintre ei. În același timp, papa nu ar mai fi dorit ca noua cruciadă să mai fie condusă de monarhi, deoarece cruciada a doua eșuase în trecut tocmai datorită ambițiilor și orgoliilor capetelor încoronate aflate în fruntea expediției. Papa a ordonat organizarea de procesiuni, rugăciuni și predici pentru a ajuta la organizare cruciadei, care ar fi trebuit să mobilizeze în principal oamenii de rând, mica nobilime și cavalerii. 

### Franța
Mesajul cruciadei a fost propovăduit în Franța de Robert de Courçon. Spre deosebire de cazul cruciadelor trecute, în cazul acesteia din urmă foarte puțini cavaleri francezi s-au arătat dornici să participe la expediție, cei mai mulți dintre ei fiind deja antrenați în luptele cruciada împotriva catharilor. 
În 1215, Inocențiu al III-lea a convoacat Conciliu al patrulea de la Lateran, unde papa a discutat alături de Patriarhul latin al Constantinopolului Raul de Merencourt printre alte probleme ale bisericii și posibilitățile pentru recucerirea Țării Sfinte. Inocențiu dorea ca această cruciadă să se afle sub controlul total al papalității, la fel cum fusese prima cruciadă, pentru a evita greșelile din cruciada a patra, care fuseseră provocate de manevrele vențienilor. Inocențiu a făcut planuri ca luptătorii pentru cruce să se adune la Brindisi în 1216. Interzicerea comerțului pe mare cu musulmanii ar fi permis cruciaților să dispună de suficient de multe corăbii gata oricând de plecare. Toți cruciații urmau să primească o indulgență, înclusiv cei care se limitau numai la plata cheltuielilor unui războinic, dar nu pleca ei înșiși la luptă.

### Germania și Ungaria
Oliver de Köln a propovăduit cruciada în Germania, iar împăratul Frederick al II-lea al Sfântului Imperiu German s-a arătat dornic în 1215 să participe la expediție. Frederick era ultimul om pe care papa l-ar fi dorit să participe la cruciadă, datorită faptului că împăratul înfruntase Sfântul Scaun, (și avea să-l mai înfrunte și în anii care aveau să mai vină). În 1216, Papa Inocențiu a murit, fiind succedat de Honorius al III-lea, care a reușit să-l oprească pe împăratul german să participe la cruciadă încredințand conducerea oastei cruciate lui Leopold al VI-lea al Austriei și lui Andrei al II-lea al Ungariei.
La chemarea papei Honorius al III-lea, glasurile de răspuns au fost puține. Dintre principi, singura figură mai marcantă a fost Leopold al VI-lea, ducele Austriei, care nu-și ierta felul cum părăsise o cruciadă și se întorsese acasă lipsit de laurii unei victorii, iar acum, în vârstă fiind, spera să obțină o glorie fie ea și postumă. Regele Ungariei, Andrei al II-lea, s-a lăsat și el ispitit. Honorius al III-lea țintise bine amintindu-i că regatul său este apostolic (ținea de scaunul papal) și că până acum nu și-a îndreptățit cu nimic această calitate. Mai spera poate regele ca prin participarea la o cruciadă să-și reconsolideze autoritatea, șubrezită mult în regat în urma fărâmițării feudale, mai ales, că nu mergea în cruciadă ca un conducător de oști oarecare. Fiind singurul cap încoronat înrolat în expediție, lui i-a încredințat papa conducerea cruciadei, deși calitățile sale militatre lăsau mult de dorit.

## Campania militară
Cruciații au plecat spre Acra în 1217 și i s-au alăturat forțelor lui Jean de Brienne, regele Ierusalimului, lui Hugo I al Ciprului și prințului Boemund al IV-lea al Antiohiei pentru a lupta împotriva Ayyubizilor în Siria. 
În luna octombrie a anului 1217, la Acra, locul de întâlnire fixat de papă pentru cruciați, se strângeau circa 25000 de luptători, dintre care doar 2 000 erau cavaleri. După un scurt consiliu de război, ofensiva a fost declanșată, scopul ei fiind curățirea regiunii din jur de trupele sultanului ayubid, Al-Adil. Om încercat în lupte, acesta a prefrat să evite o înfruntare, adoptând tactica retragerii și regrupării forțelor musulmane în jurul Damascului, în timp ce o parte din trupe erau trimise ca întăriri la Ierusalim sau lăsate în jurul unor cetăți cheie ca să oprească inamicul în drum să-l rețină o vreme, să-l hărțuiască până la epuizare.
Cruciații s-au îndreptat spre Tiberiada, bătălia-sperau ei-avea să decidă, ca și altădată, soarta Ierusalimului, dar de data aceasta în favoarea lor. La început ei au fost lăsați de dușman să cucerească localitățile și fortărețele din calea lor, de pildă Beisan. Procedeul făcea și el parte din tactica sultanului de a-și amăgi adversarul, pentru ca în fața unei rezistențe serioase să fie mai ușor demoralizat. Lucrurile s-au petrecut chiar așa. La asediul cetății Tabor, cruciați au fost respinși în mai multe atacuri repetate, încât în cele din urmă, descurajați, în luna decembrie a anului 1217 au despresurat cetatea și au revenit la Acra. Regele Ungariei nu obținuse vreun succes deosebit, epuizat, bolnav, el hotăra să se întoarcă acasă împreună cu nobilii săi.

### Campania din Egipt
Ceilalți cruciați, în frunte cu Leopold al VI-lea, ducele Austriei, au rămas să-și încerce norocul. De acum, advăratul conducător al cruciadei a devenit Jean de Brienne, regele Acrei, bun cunoscător al politicii Ayubizilor, militar îndrăzneț, dar, în același timp, strateg chibzuit și bun diplomat. El nu voia să deschidă un război, să-i întărâte pe musulmani atâta vreme cât nu era sigur de o reușită deplină. Regele Acrei știa că pentru a-l înfrânge definitiv pe sultan, acesta trebuia lovit la el acasă, adică la Cairo, altfel, forța musulmană, renăscând mereu în Egipt, ar fi atacat prin surprindere, Siria și Palestina, făcând orice victorie a cruciaților efemeră. De aceea, el a propus, ca plan de luptă, atacarea mai întâi a porturilor de coastă Alexandria și Damietta, cele două porți de intrare în Egipt, în acest scop urmând să fie folosite flotele europene, care tocmai sosiseră la Acra aducând noi pelerini germani și italieni. Astfel fiind gândite lucrurile, în luna august a anului 1218 cruciații ajungeau până în apropierea Damiettei. Moartea bătrânului Malik Al Adil a ușurat înaintarea pe valea Nilului și cetatea a fost împresurată. Noul sultan, Malik al Kamil a organizat imediat o contraofensivă, dar bătălia de la 2 octombrie 1218 s-a sfârșit cu dezastrul total al armatei musulmane.
Vestea asediului Damiettei a trezit un viu interes în Europa și, în timp ce Leopold al VI-lea, obosit dar mai ales speriat de un război ce se anunța lung și greu, părăsea iar cruciada, noii nobili cavaleri și luptători pedeștri din Europa și insula Cipru veneau în ajutorul îndrăzneților asediatori. Cu ei odată sosea și legatul papal, cardinalul spaniol Pelagius de Albano, numit de Honorius al III-lea șef spiritual al expediției, calitate de care avea să se folosească pentru a se institui, cu de la sine putere, conducătorul cruciadei, în ciuda faptului că, nefiind militar, nu avea nici un fel de înțelegere pentru problemele de tactică și strategie, singura lui călăuză în materie de război fiind ambiția.

### Încercarea musulmanilor de a încheiea pacea
Asediul Damiettei a fost lung și greu; abia după un an, în luna noiembrie a anului 1219, cetatea era cucerită. Dezastrul fusese prevăzut de Al-Kamil, de aceea, încă din luna martie a anului 1219, el îndemnase pe fratele său Al Muazzam, vicerege al Damascului, să dărâme zidurile de apărare ale Ierusalimului pentru ca, la nevoie, să ofere cruciaților, în schimbul pozițiilor ocupate în Egipt, cetatea mult visată, dar o cetate nefortificată practic deschisă oricând unui atac. Negocierile au început încă înainte de a fi fost cucerită Damietta, dar cu toată insistențele lui Jean de Brienne de a primi propunerea, legatul papal, inconștient de consecințe a respins-o. Refuzul a fost repetat și după cucerirea Damiettei, când Al Kamil încerca printr-un schimb convenabil pentru cruciați să răscumpere cetatea. Cardinalul Pelagius, însă, voia să facă din Damietta un centru de rezistență asemănător Acrei. Cum Jean de Brienne, care își dăduse seama de dificultățile înaintării pe valea Nilului, insista pentru schimbul de cetăți, socotind mai avantajos să se facă presiuni diplomatice, legatul papal, mânios de a fi contrazis, l-a alungat din oraș. El nădăjduia că însuși împăratul Frederic al II-lea al Germaniei se va pune în fruntea unei armate cruciate și va veni în ajutorul celor din Egipt, dar, presat de desfășurarea evenimentelor, legatul papal și-a adunat toate forțele și a pornit spre Cairo, o greșeală politică ireparabilă, mai ales că Al-Kamil, pentru a evita pustiirea orașelor și satelor pe unde treceau cruciații, a propus din nou nu numai să restituie Ierusalimul, dar să-i refacă și zidurile distruse. Pelagius nu-și dădea seama de pericol, încercările repetate ale lui Al Kamil de a duce tratative le punea pe seama fricii sultanului și a victoriei sigure a cruciaților, de aceea, amenințând cu anatema pe cei ce părăseau campania, a hotărât continuarea ofensivei.
Jean de Brienne nu a mai avut încotro și s-a supus deciziei îndărătnicului cardinal, nu însă înainte de a-i mai atrage încă odată atenția asupra necugetării unei înaintări într-un teritoriu străin, cu o natură ostilă, fără a aștepta întăririle din partea împăratului Frederic. Nu cu grabă se putea atinge un scop atât de anevoios. Chiar dacă am cuceri Egiptul în 20 de ani-spunea el-și tot ar însemna că ne-am dus repede la bun sfârșit treaba; mai bine am folosi răgazul pe care îl avem pentru a ne întări. Pelagius l-a acuzat iar de trădare, el nu admitea nici un fel de ripostă și cu o încăpățânare fără margini, în vara anului 1221, a poruncit crucia’ilor să urce pe cursul Nilului spre Cairo. Înaintarea părea fără opreliști serioase. Sultanul, ca să evite vărsarea de sânge inutilă, poruncise supușilor părăsirea localităților din calea cruciaților, iar cavalerii lui Pelagius aflau loc de cantonament și odihnă fără efort, cruciații au ajuns la Sharamșah, evacuat și el la ordinul lui Malik Al Kamil.
Situația pentru sultan devenise deosebit de gravă, aproape fără ieșire, de aceea văzând că toate încercările de a opri inamicul au fost epiuzate, Al Kamil a recurs la o ultimă stratagemă, dictată de situația disperată în care se afla. După ce s-a asigurat că armata cruciată pornise iar la drum, a dispus ruperea digurilor. Nilul a inundat regiunea cu atâta violență, încât întreaga armată, oameni și cai, cuprinși de ape până mai sus de genunchi,au fost imobilizați, prinși într-o capcană din care nu puteau să iasă oricât s-ar fi zbătut, sortiți să piară ca niște șoareci înecați. Continuatorul cronicii lui Gullaume de Tyr a notat schimbul de cuvinte care a avut loc atunci între Jean de Brienne și legatul papal, în sfârșit înfrânt li umilit de propra-i prostie. Cu mânie stăpânită, căci vedea că din vina lui armata fusese prinsă în modul cel mai jalnic, el s-a adresat celui ale cărui sfaturi mai înainte le nesocotise, cerându-i ajutorul. 
-Seniore, în numele lui Dumnezeu, în acest ceas de grea cumpănă, arătați-vă priceperea și înțelepciunea.
-Monseniore-a răspuns regele Acrei-mai bine nu ați fi plecat niciodată din Spania voastră, voi i-ați distrus pe creștini și i-ați făcut să piardă totul, acum îmi cereți să vă dau sfaturi? Când nimeni, afară de Dumnezeu, numai poate face nimic, ...când ne-ați acoperit de rușine, căci vedeți prea bine că, fără pierderi foarte mari, nu putem nici să ajungem la dușman ca să ne batem, nici să plecăm de aici sau să facem tabără din pricina apei, a lipsei de hrană atât pentru oameni, cât și pentru cai.
Reproșul din răspunsul lui Jean de Brienne lasă să se vadă toată supărarea sa față de situația în care fusese târât fără voie. Totuși o soluție trebuia găsită, toți erau conștienți că nu providența îi poate salva. Calea aleasă de Jean de Brienne a fost cea a tratativelor și a diplomației, iar Malik al Kamil s-a arătat bucuros să încheie cât mai repede un război supărător de lung și păgubitor, mai ales că împăratul Frederic al II-lea putea oricând să sosească cu cruciații săi. Acum, el era cel ce punea condiții, mai târziu nu se știa. Așa se face că Malik Al Kamil l-a primit pe regele Acrei respectând protocolul și, așa în timp ce cei doi conducători discutau condițiile de pace așezați, conform obiceiului, la o masă încărcată cu bucate, nefericiții cruciați stăteau în apă înfulecând fiecare cum putea câte ceva din merindele trimise cu mărinimie de către sultan. 
Conform înțelegerii încheiată de Malik al Kamil cu Jean de Brienne, la 7 septembrie 1221, Damietta era predată foștilor ei stăpâni, iar cruciații primeau dreptul de a reveni la Acra sau în celelalte stăpâniri ale lor din Siria. Dintre cei veniți să lupte pentru cucerirea Ierusalimului mulți dintre cei scăpați cu viață s-au îmbolnăvit în urma campaniei purtate și au murit, alții au reușit să se îmbarce spre Europa și să revină în țara lor. Astfel se încheia cruciada a cincea.

### Alianța cu Sultanatul de Rum
Mai târziu în 1218, au sosit în Egipt Oliver al Kölnului în fruntea unei armate germane proaspăte și contele William I al Olandei în fruntea unei armate mixte formte din olandezi, flamanzi și frizieni. Ei au discutat cu Leopold posibilitatea atacării orașului Damietta din Egipt. Pentru a reuși în această acțiune, cruciații s-au aliat cu sultanul selgiucid al Rümului anatolian, care a atacat Ayyubizii din Siria, eliberându-i pe creștini de grija luptei pe două fronturi.

## Rezultate
Termenii acestei capitulări prevedeau printre altele predarea orașului Damietta către sultanul Al-Kamil în schimbul eliberării cruciaților, semnarea unui armistițiu de opt ani și cedarea de către egipteni a unei bucăți din Crucea Mântuitorului, (până în cele din urmă s-a dovedit Al-Kamil nu era în posesia niciunei relicve creștine).

## Legături externe
- en  http://crusades.boisestate.edu/5th/ Arhivat în 13 ianuarie 2011, la Wayback Machine.